# Iker Martínez
Iker Martínez de Lizarduy Lizárribar (né le 16 juin 1977 à Saint-Sébastien, Guipuscoa) est un sportif espagnol qui pratique la voile. 

## Voile légère
Iker a gagné le championnat espagnol de 1993 en Optimist. À partir de 1997, il a navigué en Vaurien s'octroyant deux titres nationaux. En 1999, il commence à naviguer en 49er avec comme équipier Xabier Fernández. En 49er, Iker a gagné deux médailles olympiques (Or à Athènes 2004, Argent à Pékin 2008) et trois titres mondiaux.[réf. souhaitée]

## Voile hauturière
Iker Martínez a participé à la Volvo Ocean Race 2005-2006, où il a occupé le poste de tacticien à bord de Movistar pendant les régates côtières. Il était également un des équipiers lorsque le bateau espagnol a battu le record de vitesse du 24 heures (530 milles nautiques à une vitesse de 22 nœuds).[réf. souhaitée]
Dans la Volvo Ocean Race 2008-2009, Iker devient skipper de Telefónica azul et termine à la 3e place du classement général. 
Il est lors de la campagne 2011-2012 skipper de Team Telefónica et finit en 4e position au classement général après avoir longtemps mené la course.[réf. souhaitée]

## Distinction
- Marin de l'année (ISAF) 2011